# 唐纳德·特朗普的化名

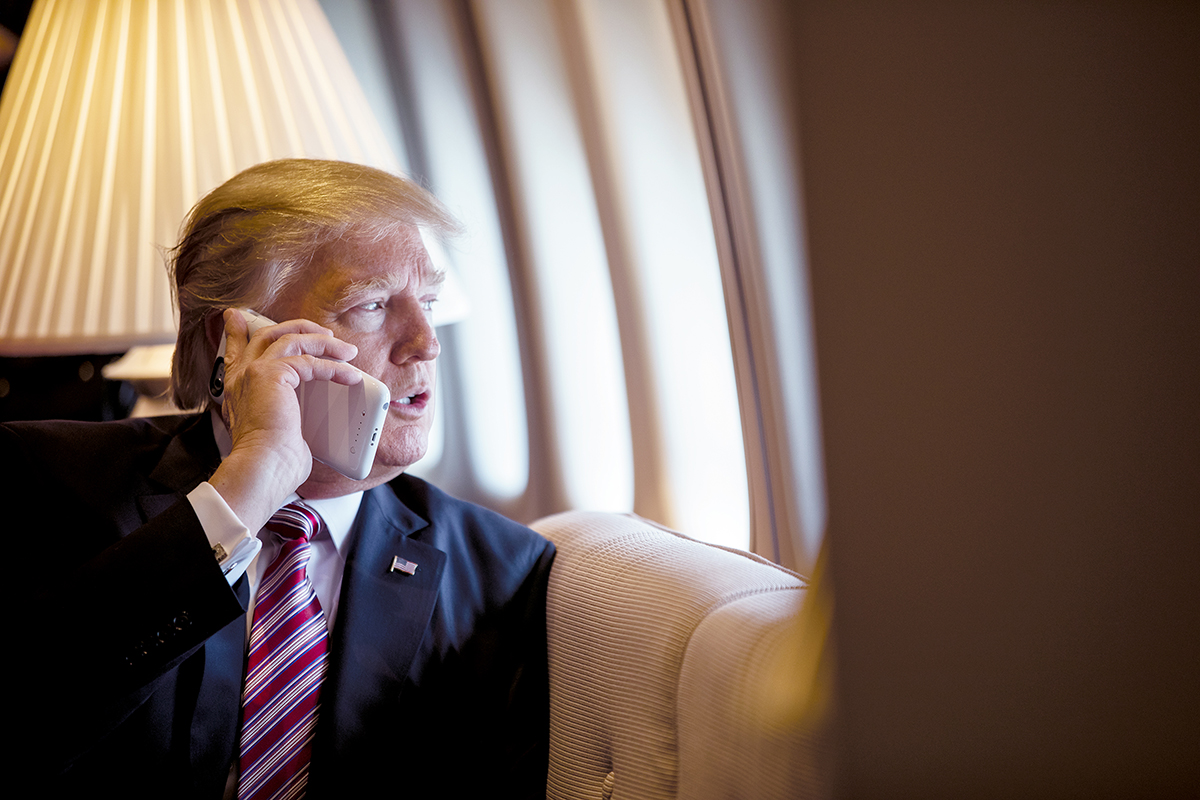
唐纳德·特朗普于2017年打电话。在1980年代和1990年代，他在电话采访中使用化名。

唐纳德·特朗普是一位美国商人和政治人物，历任美国第45任和第47任总统。他曾使用过多个化名，包括“约翰·巴伦”、“约翰·米勒”和“大卫·丹尼森”。他有时会以发言人的身份接受媒体采访，这在特朗普集团和纽约媒体圈已是“公开的秘密”。

## 背景
杂志的一位作家报道称，特朗普的父亲弗雷德·特朗普在商业交易中使用了“格林先生”的化名。

## “约翰·巴伦”（1980年代）
特朗普在1980年代使用“约翰·巴伦”（John Barron，有时也写成John Baron）的化名，最早为人所知的使用时间是1980年，最后一次被承认是在1990年。据《华盛顿邮报》报道，这个名字是“当特朗普受到审视、需要一个强硬的代言人，或想在不带真名的情况下传达信息时，他会使用的化名”。巴伦后来被介绍为特朗普的发言人。
“约翰·巴伦”这一化名首次出现在1980年5月7日的一篇文章中，文章中“特朗普集团副总裁约翰·巴伦”散布了一项价值10亿美元收购世界贸易中心的传闻：“我不知道这是否会发生，但这是有可能的。”在1980年6月6日《纽约时报》的一篇文章中，“巴伦”为特朗普毁坏博威特·特勒旗舰店（现特朗普大厦所在地）雕塑的行为辩护，这些雕塑是特朗普承诺送给大都会艺术博物馆的。这位使用化名的副总裁在事件中担任了特朗普三天的发言人。在接下来的十年里，特朗普继续偶尔冒充“巴伦”。1983年，“巴伦”告诉媒体，特朗普已决定不收购克利夫兰印第安人队。
1984年5月，“巴伦”向当时的《福布斯》记者乔纳森·格林伯格谎报了特朗普的财富和资产，以便让特朗普登上福布斯美国400富豪榜。“巴伦”向格林伯格表示，“（唐纳德的父亲弗雷德·特朗普的）大部分资产都已合并到（唐纳德）特朗普先生名下”。2018年4月，格林伯格调取并公开了他与“巴伦”对话的原始录音，并表示“特朗普通过这个傀儡告诉我，他拥有弗雷德·特朗普‘超过90%’的资产”。最终，格林伯格将特朗普以1亿美元的净资产排在了福布斯400富豪榜的末尾，而“巴伦”声称唐纳德·特朗普的净资产为5亿美元，仅为其五分之一。据格林伯格称，唐纳德·特朗普的身价仅为略低于500万美元，这只占《福布斯》当时认定的其净资产的5%，也仅为“巴伦”所声称的1%。格林伯格随后更正了这一记录，称多年后的法庭文件披露，唐纳德·特朗普直到1999年弗雷德去世后才拥有弗雷德·特朗普的任何资产。即使在那时他也仅继承了弗雷德遗产中属于他自己的一份，唐纳德·特朗普的三个兄弟姐妹和一些孙辈受益人继承了他们相应的份额。
同样在1984年，“巴伦”对1984年在纽约建造特朗普城堡的计划失败一事向媒体进行了正面报道。1985年，“巴伦”敦促其他全国橄榄球联盟球队老板向特朗普偿还部分高价球员的费用。1985年4月，“特朗普集团副总裁约翰·巴伦”向媒体宣布，特朗普集团已签署协议，收购大西洋城一家未开业的希尔顿酒店。
一些纽约报社编辑回忆说，“巴伦的电话非常频繁，甚至成了纽约版面的一个笑话”。
特朗普在法庭上被迫作证称约翰·巴伦是他的化名之一后，便停止使用这个化名。《华盛顿邮报》暗示，如果不是因为“1990年那场诉讼，他在宣誓作证时曾表示‘我相信我偶尔用过这个名字’”，特朗普可能会继续使用这个化名。

## “约翰·米勒”（1991年）
1991年，《人物》杂志的一名记者试图采访特朗普，谈论他与伊万娜·特朗普婚姻的破裂以及他与其他女性的传闻。一位自称“约翰·米勒”的公关人员把她叫了回来，并接受了一次长篇采访，内容涉及特朗普的婚外情（“他是个好人，不会伤害任何人……他对妻子很好……也会对玛拉很好。”）、他对女性的吸引力以及他的财富。这位记者当时觉得“米勒”的声音听起来非常像特朗普，并把录音带播放给了几个认识特朗普的人，他们都认为是特朗普的声音。她还表示，特朗普后来告诉她只是“玩笑开大了”。特朗普否认他冒充约翰·米勒，并表示“我可以告诉你，麦当娜打电话想和他约会。”
2016年，《华盛顿邮报》获得录音副本，报道称特朗普使用了化名。特朗普否认了这一说法，称“电话里的人不是我”。后来，当记者问特朗普是否曾聘请过一位名叫约翰·米勒的发言人时，他挂断了电话。

## “卡罗琳·加列戈”（1992年）
1992年，一封署名“卡罗琳·加列戈”的信件寄给了《纽约》杂志社，回复了朱莉·鲍姆戈尔德的一篇文章。信中声称“作为他的秘书”，她知道特朗普尊重女性。该信件在2017年《华盛顿人月刊》的一篇文章中再次浮出水面，文章强调了特朗普演讲中重复出现的模式与信中最后一句的相似之处。文中最后一句写道：“我相信在美国，没有哪个男人能接到更多女性打来的电话，她们想见他、与他见面或和他约会。最美丽的女人，最成功的女人——所有女人都爱唐纳德·特朗普”。《华盛顿人月刊》找不到任何卡罗琳·加列戈担任特朗普秘书的记录，并表示这封信可能是特朗普本人写的，并非不可能。

## “大卫·丹尼森”（2016年）
特朗普的私人律师迈克尔·科恩在2016年大选前与色情电影女演员斯托米·丹尼尔斯（原名斯蒂芬妮·格雷戈里·克利福德，文件中确认为佩吉·彼得森）签署的一份保密协议中，使用了“大卫·丹尼森”作为其化名。该协议涉及丹尼尔斯指控她与特朗普在2006年有婚外情。基思·戴维森在该协议中担任斯托米·丹尼尔斯的法律代表。丹尼尔斯后来的法律代表迈克尔·阿维纳蒂后来声称，戴维森一直是特朗普和科恩的双重间谍。
同样的化名后来也被用于2016年类似的选举前协议中，该协议涉及支付报酬以让《花花公子》杂志模特谢拉·贝查德对“丹尼森”和“彼得森”之间涉嫌婚外情（导致其怀孕并随后堕胎）保持沉默。该协议也是由特朗普的私人律师科恩起草的，而贝查德的律师也是曾负责与特朗普谈判斯托米·丹尼尔斯协议的基思·戴维森。
在贝查德一案中，消息人士指认“丹尼森”是共和党筹款人埃利奥特·布罗伊迪。布罗伊迪随后在一份措辞含糊的声明中承认，他与贝查德有过一段“关系”（具体关系未说明），并且在得知贝查德怀孕后向她支付了160万美元。他的声明措辞也省略了任何关于他实际上是未出生孩子父亲的说法。一些法律学者和专栏作家此后推断，唐纳德·特朗普才是与贝查德有染的真正人。

## 流行文化
2021年1月，在特朗普个人Twitter账户被永久封禁后，一个名为@barronjohn1946的账户注册，地址为“不是白宫”（Not the White House），个人简介中也包含“不是唐纳德·特朗普”（Not Donald Trump）。该账户本身带有讽刺意味，但截至2021年9月2日，其首条推文已积累了419,800名粉丝和超过190万个赞。
漫画家鲁本·博林偶尔会讽刺特朗普在漫画《唐纳德和约翰：一个男孩和他的想象中的公关员》（Donald and John: A Boy and His Imaginary Publicist）中对约翰·巴伦的运用。这幅漫画是对漫画《凯文的幻虎世界》的致敬，讲述了一个拥有丰富幻想生活的男孩的故事。
在Paramount+播出的《傲骨之战》第三季第五集中，一个使用约翰·巴伦之名的角色给《华尔街日报》打了个假电话。随后，一段由乔纳森·库尔顿创作、史蒂夫·安吉尔制作动画的音乐插曲，解释了特朗普使用这个化名的原因。
在唐·温斯洛2019年的小说《边界》（The Border）中，与特朗普类似风格的总统也使用了“约翰·丹尼森”的名字。